# Hibria
Hibria — бразильская пауэр-метал-группа.

## История
Группа была основана в 1996 году в городе Порту-Алегри, Бразилия. В 1997 году было записано «Metal Heart Demo», а в 1999 году — «Against The Faceless Demo», с которым группа дала 29 концертов в Бельгии, Германии, Голландии, Чехии и Польше.
В 2004 году группа выпустила дебютный альбом «Defying the Rules». Затем последовали альбомы «The Skull Collectors» (2008) и «Blind Ride» (2011). В 2013 году группа записала свой четвёртый студийный альбом, который получил название «Silent Revenge». В 2015 году выходит альбом «Hibria». В 2018 году группа выпустила свой шестой альбом — «Moving Ground».

## Состав
- Абель Камарго (Abel Camargo) — гитара (с 1996)
- Виктор Эмека (Victor Emeka) — вокал (с 2018)
- Алехандре Панта (Alexandre Panta) — бас (с 2019)

### Бывшие участники
- Савио Сорди (Savio Sordi) — ударные (1996—2005)
- Марко Паничи (Marco Panichi) — бас (1996—2010)
- Диего Каспер (Diego Kasper) — гитара (1996—2012)
- Бенхур Лима (Benhur Lima) — бас (2010—2016)
- Юри Сэнсон (Iuri Sanson) — вокал (1996—2017)
- Ренато Озорио (Renato Osorio) — гитара (2012—2017)
- Иван Бек (Ivan Beck) — бас (2016—2017)
- Эдуардо Бальдо (Eduardo Baldo) — ударные (2005—2017)
- Гуга Муньос (Guga Munhoza)— гитара (2018)
- Мартин Эстевез (Martin Estevez) — ударные (2018)

## Дискография

### Альбомы
1. Defying the Rules (2004, Remedy Records)
2. The Skull Collectors (2008, Remedy Records / Spiritual Beast)
3. Blind Ride (2011, King Records / Cleopatra Records)
4. Silent Revenge (2013, Voice Music)
5. Hibria (2015, Power Prog Records)
6. Moving Ground (2018, King Records)
7. Me7amorphosis (2022)

### EP
1. XX (2016, Test Your Metal Records)

### Демо
1. Metal Heart (1997)
2. Against The Faceless (1999)